# Jan Aelmis

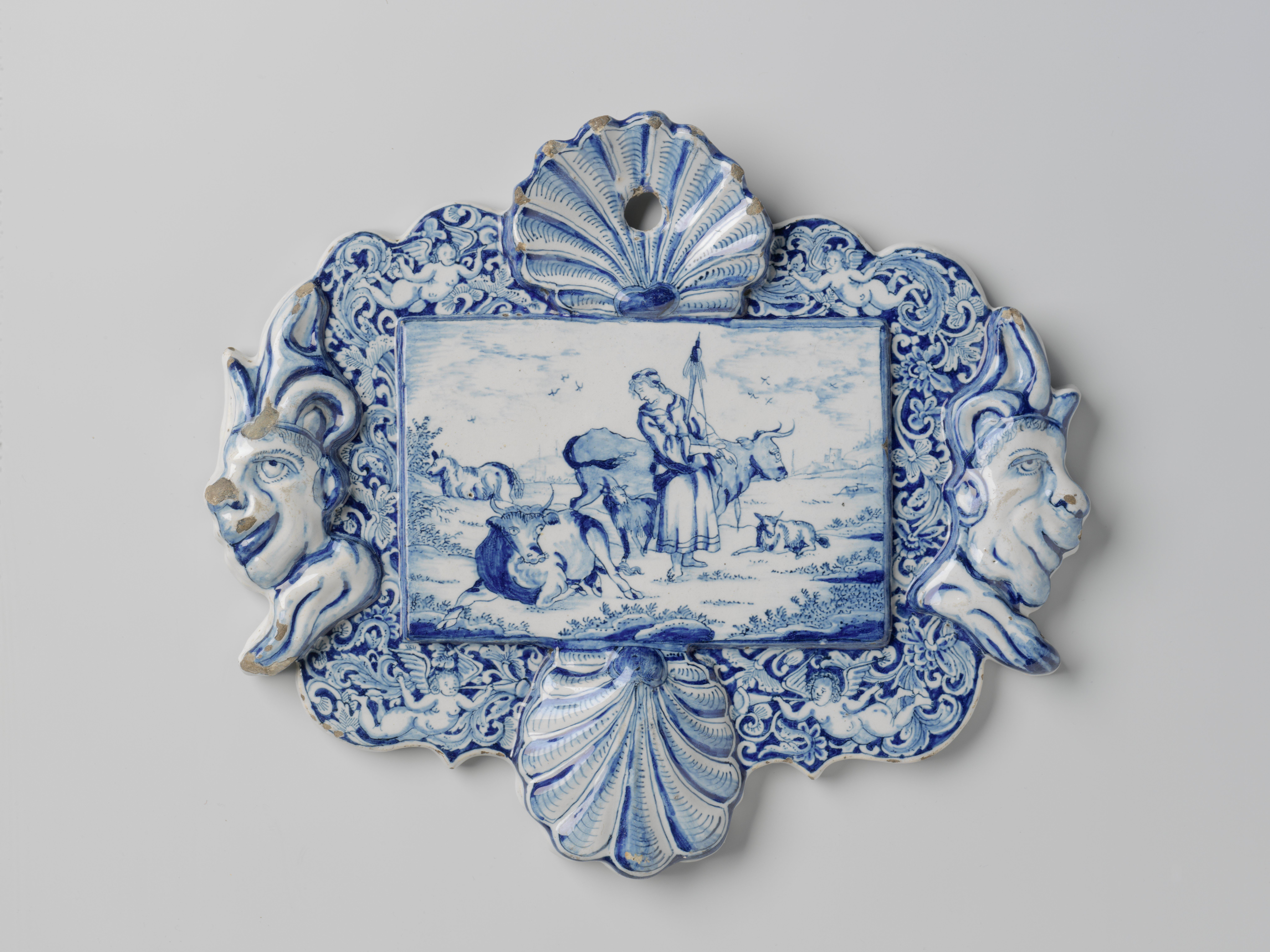

Johannes Aelmis (ur. przed 4 kwietnia 1674 w Rotterdamie, zm. przed 2 kwietnia 1755 tamże) – holenderski ceramik.
Był właścicielem manufaktury ceramicznej Bloempot, która znajdowała się w Rotterdamie. Zajmował się wytwarzaniem kompozycji ściennych o dużych rozmiarach wykonanych z płytek ceramicznych.